# Peter Carravetta
Peter Carravetta (Lappano, 10 maggio 1951) è un filosofo, poeta, traduttore e teorico letterario italiano.